# Käthe-Kollwitz-Gymnasium (Wilhelmshaven)
Das Käthe-Kollwitz-Gymnasium Wilhelmshaven war das älteste der drei Gymnasien in Wilhelmshaven. Es ist nach der Künstlerin Käthe Kollwitz benannt.

## Geschichte
Seit der Gründung 1885 in Wilhelmshaven hat das Gymnasium mehrere Male den Namen gewechselt. Zunächst als Höhere Mädchenschule gegründet und später in Königin-Luise-Schule umbenannt, hieß das heutige Käthe-Kollwitz-Gymnasium anschließend „Oberschule für Mädchen“ und dann bis 1965 „Gymnasium für Mädchen“.
Am 16. September 1965 zog das damalige Gymnasium für Mädchen in ein neues Gebäude im heutigen Zentrum Wilhelmshavens. Hierbei marschierten (nach Zeitzeugen-Berichten) alle Schülerinnen und Lehrkräfte gemeinsam vom alten Schulgebäude zu den Klängen eines eigens dafür komponierten Liedes (mit Blockflötenbegleitung) quer durch die Innenstadt zum neuen Gebäude in der tom-Brok-Straße. Die Schule trug nun den Namen „Käthe-Kollwitz-Schule“.
Entsprechend einer Gesetzesvorgabe wurde 1996 die Schulform in den Schulnamen eingebunden und die Schule in „Käthe-Kollwitz-Gymnasium“ umbenannt. Das Gymnasium wird seit August 2005 von Anke Steckhan geleitet.
Im Schuljahr 2010 besuchten ca. 675 Schüler die Jahrgänge 5 bis 13 und wurden von rund 55 Lehrern unterrichtet.
Seit dem Schuljahr 2012/2013 ist das Käthe-Kollwitz-Gymnasium einer der beiden Standorte des Neuen Gymnasiums Wilhelmshaven.
Innerhalb mehrerer Jahre wurde am Mühlenweg ein neuer, moderner Standort geschaffen, an dem seit dem Schuljahr 2013/2014 beide Standorte beheimatet sind.

## Projekte
Neben mehreren künstlerischen Projekten (Chöre, Combo, Theater, …), die einzeln aber auch in Zusammenarbeit mit den anderen Wilhelmshavener Gymnasien stattfanden, wurden am Käthe-Kollwitz-Gymnasium Arbeitsgemeinschaften für Astronomie, Kunst, Schach, Schülerzeitung, Sport und die Internetpräsenz angeboten.
Einen besonderen Stellenwert hatte das traditionelle „Konzert der Gymnasien“, welches im Frühjahr 2003 zum 50. Mal stattfand. An drei aufeinanderfolgenden Abenden präsentierten sich einzeln und schulübergreifend unterschiedliche musikalische Projekte der drei Gymnasien Wilhelmshavens in der Aula des Käthe-Kollwitz-Gymnasiums.
Viele Jahre nahm das Käthe-Kollwitz-Gymnasium erfolgreich in Biologie und Chemie an Wettbewerben bei Jugend forscht und Schüler experimentieren teil und wurde für die hohe Anzahl von Siegern und Preisträgern auf Regional-, Landes- und Bundesebene dieser Wettbewerbe mehrfach ausgezeichnet.
In jedem Jahr wurde mit den neunten Klassen ein mehrtägiges externes Präventionsseminar zum Thema „AIDS, Drogen und Sexualkunde“ durchgeführt.
Das Käthe-Kollwitz-Gymnasium unterhielt sowohl mit dem südfranzösischen Collège Madame de Sevigné in Perpignan als auch mit dem schwedischen Tycho Braheskolan in Helsingborg Partnerschaften und organisierte regelmäßig Schüleraustausche. Später fand ein Schüleraustausch mit dem Gdańskie Autonomiczne Gimnazjum aus Polen und dem Tai hang Gymnasium in China statt.

## Bekannte Schüler und Absolventen
- Gila Altmann (1998 bis 2002 Parlamentarische Staatssekretärin beim Bundesminister für Umwelt, Naturschutz und Reaktorsicherheit)
- Bärbel Höhn (1995 bis 2005 Umweltministerin des Landes Nordrhein-Westfalen, seit 2006 Stellvertretende Vorsitzende der Bundesfraktion Bündnis 90/Die Grünen)
- Jan Janssen (* 23. April 1963 in Bevensen) ist ein deutscher evangelisch-lutherischer Theologe und seit 2008 Bischof der Evangelisch-Lutherischen Kirche in Oldenburg.
- Maren Brinker (* 10. Juli 1986 in Wilhelmshaven) ist deutsche Volleyball-Nationalspielerin.

## Schriften
- Königliches Kaiser-Wilhelms-Gymnasium mit Realprogymnasium i.E. Wilhelmshaven: Jahresbericht : Ostern ..., 1915 (Digitalisat)